# 張嵋
張嵋（1626年—1658年8月6日（永曆十二年七月甲辰）），又名張充美，字眉山，蘇州府崑山縣人，明朝、南明軍事人物。

## 生平
張嵋是張魯傳的兒子，樣子像將軍一樣，懷有大志，懂得攻伐之術。他跟隨父親到廣東，父親逝世後回鄉，路途中遇上僉事何永祐部下，被抓拿。何永祐依山屯駐，打算殺害張嵋，張嵋如實透露他的身世，何永祐略有猶豫，說：「果然，那就是一家人了。現在國家混亂，何不留下靜觀其變？」他答允後，何永祐將女兒嫁給他。後來何永祐戰死，張嵋統率其部眾。得知永曆帝繼位，就帶著千多名士兵隨行，適逢清兵來攻，他在戰事取勝，獲授職方主事；累功官至兵部右侍郎，賜與蟒玉。
永曆三年（1649年），朝廷封吳三桂為漢中王，命張嵋帶密詔和金章宣諭，但未成行。到永曆十二年（1658年）秋天，吳三桂假稱反正，永曆命令他命再次宣諭。吳三桂設宴款待他，說：「改朝換代是天命，千萬不要自取其辱。」誘脅張嵋歸順。這時候他才知道被欺騙，於是大罵。吳三桂拿出藥酒，對他說：「不想要富貴，何不飲此酒？」他一飲而盡，拿起杯子擲向吳三桂，不過打不中面，之後周身戰栗，中毒死亡，仍坐在椅子上。清兵打算將他的屍體入殮，但屍身捲曲無法放入棺材。人民可憐他的忠心，將屍首火化，骨灰放入瓦器，虛歲三十三。南明朝廷得知他的死訊後，永曆帝親自為他寫下祭文之，贈兵部尚書、武英殿大學士，諡號忠武。。